# 공주 동헌
공주 동헌은 대한민국 충청남도 공주시 웅진동에 있다. 1997년 6월 5일 공주시의 향토문화유적 제1호로 지정되었다.

## 개요
공주 동헌은 전면 8칸, 측면 4칸의 목조건물로 5량식 구조의 팔작지붕위에 기와로 마감하였다. 이 건물은 고종 33년(1896)건립되어 1911년까지 목사(牧使)의 정청(政廳)으로 지방의 일반 행정 업무와 재판 등이 여기서 행해졌다.
감영 소재지인 공주는 관찰사가 목사를 겸임하는 경우가 많았으며 목사의 생활처소인 내아(서헌이라고도 함)와 구분하여 그 동편에 위치했기 때문에 동헌이라고 불리게 되었다.
이 동헌은 1911~1971년까지 공주의료원 부속 건물로 사용하다가 해체되어 1984년 황새바위 지역에 복원하였으나 1986년 초 건물일부가 화재로 인해 해체하여 보관하던 중 1994년 현재의 위치에 원래의 보습대로 이전 복원하였다.